# NGC 257
NGC 257 è una galassia a spirale situata nella costellazione dei Pesci.

## Descrizione
La galassia ha una classe di luminosità III-IV e presenta una larga riga a 21 cm dell'idrogeno neutro.

## Scoperta
NGC 257 è stata scoperta il 29 dicembre 1790 dall'astronomo britannico di origine tedesca William Herschel.